# Розенгайм (район)
Розенгайм (нім. Rosenheim) — район у Німеччині, у складі округу Верхня Баварія федеральної землі Баварія. Центр району — місто Розенгайм, яке адміністративно до його складу не входить.

## Населення
Населення району становить 261 721 осіб (станом на 31 грудня 2020).

## Адміністративний поділ
Район складається з 3 міст (нім. Städte), 4 торговельних громад (нім. Märkte) та 39 громад (нім. Gemeinden):
| Міста 1. Бад-Айблінг (19097) 2. Вассербург-ам-Інн (12662) 3. Кольбермор (18534) Об'єднання громад 1. Брайтбрунн-ам-Кімзе (громади Брайтбрунн-ам-Кімзе, Кімзе та Гштадт-ам-Кімзе) 2. Гальфінг (громади Гальфінг, Гесльванг та Шонштетт) 3. Пфаффінг (громади Альбахінг та Пфаффінг) 4. Ротт-ам-Інн (громади Рамерберг та Ротт-ам-Інн) Торговельні громади 1. Бад-Ендорф (8447) 2. Брукмюль (16569) 3. Нойбоєрн (4260) 4. Прін-ам-Кімзе (10872) | Громади 1. Айзельфінг (3176) 2. Альбахінг (1757) 3. Амеранг (3654) 4. Ашау-ім-Кімгау (5773) 5. Бабенсгам (3189) 6. Бад-Файльнбах (8174) 7. Бернау-ам-Кімзе (6932) 8. Брайтбрунн-ам-Кімзе (1626) 9. Бранненбург (6610) 10. Гальфінг (2770) 11. Гесльванг (1304) 12. Грісштетт (2920) 13. Гроскароліненфельд (7350) 14. Гштадт-ам-Кімзе (1211) 15. Едлінг (4561) 16. Еггштетт (2913) 17. Замерберг (2839) 18. Зехтенау (2692) 19. Зоєн (2889) 20. Кімзе (196) 21. Кіферсфельден (6822) 22. Нусдорф-ам-Інн (2689) 23. Обераудорф (5252) 24. Пруттінг (2895) 25. Пфаффінг (4236) 26. Рамерберг (1401) 27. Раублінг (11338) 28. Рідерінг (5537) 29. Рімстінг (3971) 30. Рордорф-ам-Інн (5903) 31. Ротт-ам-Інн (4117) 32. Тунтенгаузен (7258) 33. Фельдкірхен-Вестергам (10999) 34. Флінтсбах-ам-Інн (3027) 35. Фогтаройт (3105) 36. Фрасдорф (3073) 37. Шехен (5100) 38. Шонштетт (1388) 39. Штефанскірхен (10633) |

Дані про населення наведені станом на 31 грудня 2020.